# Katori Hall
Katori Hall (Memphis, 10 de mayo de 1981) es una activista, dramaturga, periodista y actriz estadounidense de Memphis. Sus obras más conocidas son Hurt Village, P-Valley, Nuestra Señora de Kibeho, Children of Killers y The Mountaintop.

## Trayectoria
Hall se graduó en el Craigmont High School de Memphis como la primera afroamericana con mejor expediente académico. En 2003, se licenció en Estudios Afroamericanos y Escritura Creativa en la Universidad de Columbia. Recibió los máximos honores departamentales del Instituto de Investigación en Estudios Afroamericanos (IRAAS) de la universidad. En 2005, se graduó en el Instituto de Formación Teatral Avanzada del American Repertory Theater de la Universidad de Harvard con un Máster en Bellas Artes en Interpretación y en 2009, se graduó en el programa de dramaturgia Lila Acheson Wallace de la Juilliard School.
Su obra The Mountaintop, sobre la última noche de Martin Luther King, Jr. antes de su asesinato, se estrenó en Londres en 2009 con gran éxito de crítica. Tras agotarse las entradas en el Theatre503, la obra se trasladó a los estudios Trafalgar del West End. La producción estuvo dirigida por James Dacre y contó con los actores británicos David Harewood y Lorraine Burroughs. Harewood fue nominado como mejor actor en los Premios Evening Standard y WhatsOnStage y Burroughs como mejor actriz en los Premios Olivier. La producción también fue nominada a mejor obra nueva en los premios Olivier y WhatsOnStage y al dramaturgo más prometedor en los premios Evening Standard. La obra ganó el premio Olivier a la Mejor Obra Nueva en marzo de 2010, convirtiendo a Hall en la primera mujer negra en lograr este galardón. El crítico The independent calificó a The Mountaintop de impresionante. El crítico teatral Charles Spencer del Daily Telegraph dio a la producción cinco estrellas y la calificó como un triunfo. En septiembre de 2011, The Mountaintop se estrenó en Broadway con Samuel L. Jackson como Martin Luther King y Angela Bassett como una misteriosa criada. Atrajo tanto elogios como controversias. En enero de 2011, durante la prórroga del espectáculo, los productores principales, Jean Doumanian y Sonia Friedman, anunciaron que The Mountaintop había recuperado toda su capitalización de 3,1 millones de dólares.
Otras obras de Hall son Hoodoo Love, producida off-Broadway en el Cherry Lane Teathre de Nueva York, Remembrance, Saturday Night / Sunday Morning, WHADDABLOODCLOT!!!! y Pussy Valley.
En octubre de 2011, Hall, junto con Annie Baker, Will Eno, Kenneth Lonergan y Regina Taylor, fue una de las dramaturgas elegidas para la nueva iniciativa Residency Five del Pershing Square Signature Theatre en Nueva York. Residency Five convierte a los escritores en dramaturgos residentes de la compañía y garantiza a cada uno de ellos tres producciones completas de estreno mundial durante una residencia de cinco años.
La obra Hurt Village, el drama descarnado sobre la vida y el cambio en un proyecto de vivienda de Memphis, se estrenó mundialmente en el Signature Theatre Company de Off-Broadway como parte de la temporada inaugural del teatro. La obra, que ganó el premio Susan Smith Blackburn en 2011, fue presentada con el apoyo del premio New American Play Award 2011 de la Fundación Edgerton de TCG. Fue protagonizada por la ganadora del premio Tony Tonya Pinkins, así como por Marsha Stephanie Blake, Ron Cephas Jones, Saycon Sengbloh, Lloyd Watts, Charlie Hudson III, Nicholas Christopher, Corey Hawkins, Ron Cephas Jones y Joaquina Kalukango.
En 2014, surgió el proyecto de debutar como directora de largometrajes con una adaptación de su propia obra de teatro, Hurt Village.
En noviembre de 2014, Nuestra Señora de Kibeho, la segunda obra de la residencia de Hall en el Pershing Square Signature Theatre, se estrenó mundialmente en The Irene Diamond Stage en The Pershing Square Signature Center, dirigida por Michael Greif. En ella, cuenta la historia de un incidente de la vida real de 1981, cuando un grupo de escolares ruandesas afirmó haber tenido una visión de la Virgen María.
Hall tiene marcadas opiniones políticas. Como activista y portavoz, la raza y la etnia suelen estar presentes en su obra. A través de sus escritos intenta representar a la comunidad afroamericana y se esfuerza por introducir cambios sociales.
Para el musical Tina, escribió junto a Frank Ketelaar y Kees Prins. Tina: The Tina Turner Musical es un musical jukebox con música de Tina Turner que representa su vida. Tina se estrenó en Broadway en noviembre de 2019. En octubre de 2020, Hall recibió una nominación del premio Tony al mejor guion de un musical.
Hall convirtió su obra Pussy Valley en una serie dramática de televisión para Starz, rebautizada como P-Valley, que se estrenó el 12 de julio de 2020. Con críticas positivas, la renovación para una segunda temporada tuvo lugar dos semanas después de su estreno. Además de creadora de la serie, es directora y productora ejecutiva. En diciembre de 2020, saltó la noticia de que había firmado un acuerdo global con Lionsgate Television.
Ha sido crítica de libros, periodista y ensayista en publicaciones como The Boston Globe, Essence, Newsweek y The New York Times. Ha sido becaria de dramaturgia del Centro John F. Kennedy para las Artes Escénicas en el O'Neill.

## Reconocimientos
Entre los premios que ha recibido se encuentran el Laurence Olivier Award Susan Smith Blackburn, la beca Lark Play Development Center Playwrights of New York (PONY), la beca Kate Neal Kinley, dos premios Lecompte du Nouy del Lincoln Center, el premio Fellowship of Southern Writers Bryan Family Award in Drama, la beca y el premio Lorraine Hansberry. 
Fue preseleccionada para el London Evening Standard Most Promising Playwright Award y recibió el Otis Guernsey New Voices Playwriting Award del William Inge Theatre Festival. Es miembro de la Fellowship of Southern Writers. 